# Toundra des chaînes Alaska et Saint-Élie
Localisation
La toundra des chaînes Alaska et Saint-Élie est une écorégion terrestre nord-américaine du type toundra du World Wildlife Fund

## Répartition
La toundra des chaînes Alaska et Saint-Élie forme un arc qui s'étend de la base de la péninsule d'Alaska jusqu'au sud-est de l'Alaska, le sud-ouest du Yukon et l'extrême nord-ouest de la Colombie-Britannique. L'écorégion comprend la chaîne d'Alaska, une partie de la chaîne Saint-Élie et les montagnes Wrangell.

## Climat
La toundra des chaînes Alaska et Saint-Élie est séparée de la côte du pacifique les chaînes de montagnes de la toundra et champs de glace des monts de la côte pacifique. Le climat y est plus continental avec un taux de précipitations annuelles de 400 mm à basse altitude et de 2 000 mm en haute altitude. Dans la portion canadienne plus au sud, le taux de précipitations annuelles de 300 mm à basse altitude et de 1 000 mm en haute altitude.
La température quotidienne moyenne minimale pendant l'hiver varie entre −25 °C et −34 °C. La température quotidienne moyenne maximale pendant l'été varie entre 18 °C et 22 °C. Plus au sud, dans le territoire canadien, la température annuelle moyenne est de −1,5 °C à basse altitude.  La température estivale moyenne est de 9,5 °C et la température hivernale moyenne est de −14 °C.

## Géomorphologie
L'altitude varie du niveau de la mer à plus de 6 000 m. Le mont McKinley qui culmine à 6 190 m se trouve dans cette écorégion. Si quelques vallées se situent dans les 600 m d'altitude, l'ensemble de l'écorégion se caractérise surtout par son relief accidenté et ses montagnes qui dépassent souvent 4 000 m. En altitude, les glaciers et les champs de glace sont abondants.

## Caractéristiques biologiques
En altitude, les affleurements rocheux et les glaces laissent peu de place à la végétation. Là où les conditions  permettent l'établissement d'une toundra alpine, celle-ci est principalement constituée de communautés buissonneuses rabougries composées entre autres de dryade à huit pétales, de dryade à feuilles entières, d'éricacées (ex. : Vaccinium vitis-idaea et Cassiope tetragona). Les versants abrités favorisent la croissance d'arbustes de plus grandes tailles comprenant des bouleaux (bouleau glanduleux, bouleau nain), des saules, des aulnes (Alnus viridis sinuata, Alnus viridis crispa) et des éricacées. Les vallées bien drainées supportent des forêts clairsemées composées d'épinettes noires et blanches, de bouleaux à papier et de peupliers faux-trembles. La linaigrette et les carex colonisent les milieux humides.

## Conservation
Cette écorégion est en majeure partie intacte.